# Медиківський район
Медиківський район — колишній район Дрогобицької області, центром якого було село Медика.

## Історія
10 січня 1940 року Політбюро ЦК КП(б)У обговорило утворення районів Дрогобицької області, зокрема Медиківського району із центром у селі Медика.
15 травня 1948 року район ліквідовано, частину території колишнього району передано до складу Польщі.

## Медиківський райком КП(б)У
Районний комітет КП(б)У було створено у січні 1940 року, однак у червні 1941 року у зв’язку з німецьким наступом він був змушений припинити свою діяльність. Його було відновлено у вересні 1944 року, але у травні 1948 року довелось ліквідувати у зв’язку з переходом території району до складу Польщі. Райком складався з таких структурних підрозділів: Бюро (загальний відділ), організаційно-інструкторський відділ, сектор партійної статистики, відділ пропаганди й агітації, сільськогосподарський відділ, військовий відділ, відділ по роботі серед жінок, відділ кадрів.

## Українське підпілля та опір
У серпні 1947 року комісар Дрогобицького облвійськкомату направив голові облвиконкому і начальнику Управління НКДБ інформацію про українське підпілля і відмову військовозобов’язаних 1926 – 1928 рр. народження по Дрогобицькій області служити в радянській армії. Зокрема у Медиківському районі в окремих сільрадах військовозобов’язані після оповіщення не з’являлися або на шляху слідування в районні віськкомати розбігалися, внаслідок дій озброєних формувань УПА.

## Медиківський район в адміністративному поділі ОУН
Адміністративний поділ, який використовувала ОУН та УПА, відрізнявся від офіційного. Зокрема Медиківський район входив до Яворівського надрайону Городоцької (Львівської) округи Львівського краю.

## Склад району на 1 січня 1947 року
- Биківська сільська рада (село Биків)
- Буцівська сільська рада (село Буців)
- Великоновосілківська сільська рада (села Великі Новосілки, Малі Новосілки)
- Медиківська сільська рада (село Медика, хутір Медиківський)
- Плешевицька сільська рада (село Плешевичі)
- Поповицька сільська рада (село Поповичі)
- Селиська сільська рада (село Селиська, хутір Качмарі)
- Тишковицька сільська рада (село Тишковичі)
- Хідновицька сільська рада (село Хідновичі, хутір Хрептичі)
- Циківська сільська рада (село Циків)
- Шегинівська сільська рада (село Шегині, хутори Буськів, Костивята)
- Ясманицька сільська рада (село Ясманичі).

## Обмін територіями та населенням
У травні 1948 року між СРСР та ПНР відбувся обмін територіями та населенням. Саме у селі Медика, яке було на той час районним центром з 18 квітня до 24 травня 1948 року знаходились представництва обидвох держав, які керували обміном територіями та виселення мешканців сіл, які передавались іншій державі. Зокрема у Медикському районі виселенню підлягали села Медика, Яксманичі та Селиська. Окрім того Польщі переходила територія залізничної станції Медика.
Загалом з трьох сільських рад Медиківського району було переселено 1102 сім’ї, або 3329 людей – всіх їх було перевезено у інші райони Дрогобицької області.
Решту (9) сільських рад, що залишилися у складі УРСР, було передано до складу Мостиського району.